# Powiat jarosławski (Galicja)
Powiat jarosławski – dawny powiat kraju koronnego Królestwo Galicji i Lodomerii, istniejący w latach 1856–1918.
Siedzibą c.k. starostwa był Jarosław. Powierzchnia powiatu w 1879 roku wynosiła 14,5521 mil kw. (837,33 km²), a ludność 93 356 osób. Powiat liczył 113 osad, zorganizowanych w 107 gmin katastralnych.
Na terenie powiatu działały 3 sądy powiatowe – w Jarosławiu, Radymnie i Sieniawie.
1 stycznia 1883 z powiatu jarosławskiego wyłączono gminy Chotyniec (z Dąbrowicą i Załaziem) i Hruszowice (z Gajem), włączając je do powiatu jaworowskiego.

## Starostowie powiatu
- Wilhelm von Friedberg (1856–1858)
- Lorenz Pressen (1859–1860)
- Wilhelm von Friedberg (1861–1866)
- Franciszek Chlebik (1867–1875)
- p.o. Michał Szaszkiewicz[2] (1876)
- Eugeniusz Beneszek (1877–1882)
- dr Ludwik Kadyi (1883)
- Juliusz Friedrich (1884–1886)
- Franciszek Olszewski[3] (1887)
- Adolf Huth (1888–1891)
- August Szczurowski[4] (1892–1903)
- Stanisław Grodzicki (1904–1906)
- p.o. Stanisław Podwiński[5] (1907)
- Antoni Reiner[3] (1908–1909)
- Michał Rawski[6] (1910–1918)

## Komisarze rządowi
- Eugeniusz Beneszek (1871)
- Michał Szaszkiewicz (1879)
- Adolf Żebrowski (1882)
- Julian Poznański (1890)